# Västra Värlinge
Västra Värlinge är en by på Söderslätt i Bodarps socken i Trelleborgs kommun. Från 2015 avgränsar SCB här en småort.